# دييغو لوبيز (لاعب كرة قدم برازيلي)
دييغو لوبيز (3 مايو 1994 في البرازيل - ) هو لاعب كرة قدم برازيلي في مركز الوسط. لعب مع كايسري سبور ونادي بنفيكا ونادي ريو أفي.

## وصلات خارجية
- دييغو لوبيز على موقع اتحاد تركيا (لاعب) (الإنجليزية)
- دييغو لوبيز على موقع قاعدة بيانات كرة القدم.إي يو (الإنجليزية)
- دييغو لوبيز على موقع Soccerway.com (الإنجليزية)
- دييغو لوبيز على موقع عالم كرة القدم.نت (الإنجليزية)
- دييغو لوبيز على موقع AS.com (الإسبانية)